# 히가시사쿠라지마촌
히가시사쿠라지마촌(東桜島村)은 일본 가고시마현 가고시마군에 설치되었던 촌이다. 사쿠라지마섬 동부에 위치했다. 현재의 가고시마시의 일부에 해당한다.